# Maślak zwyczajny

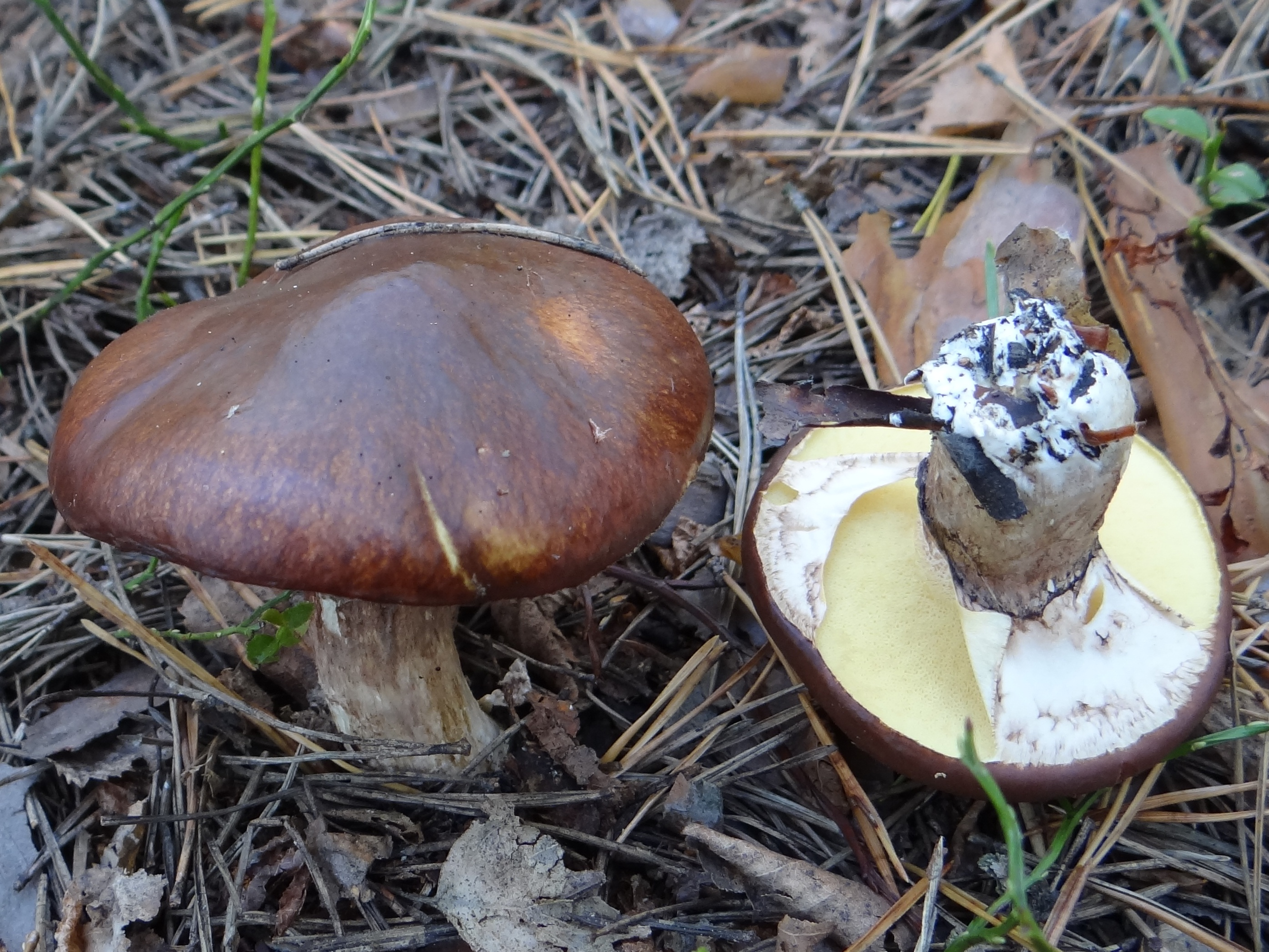

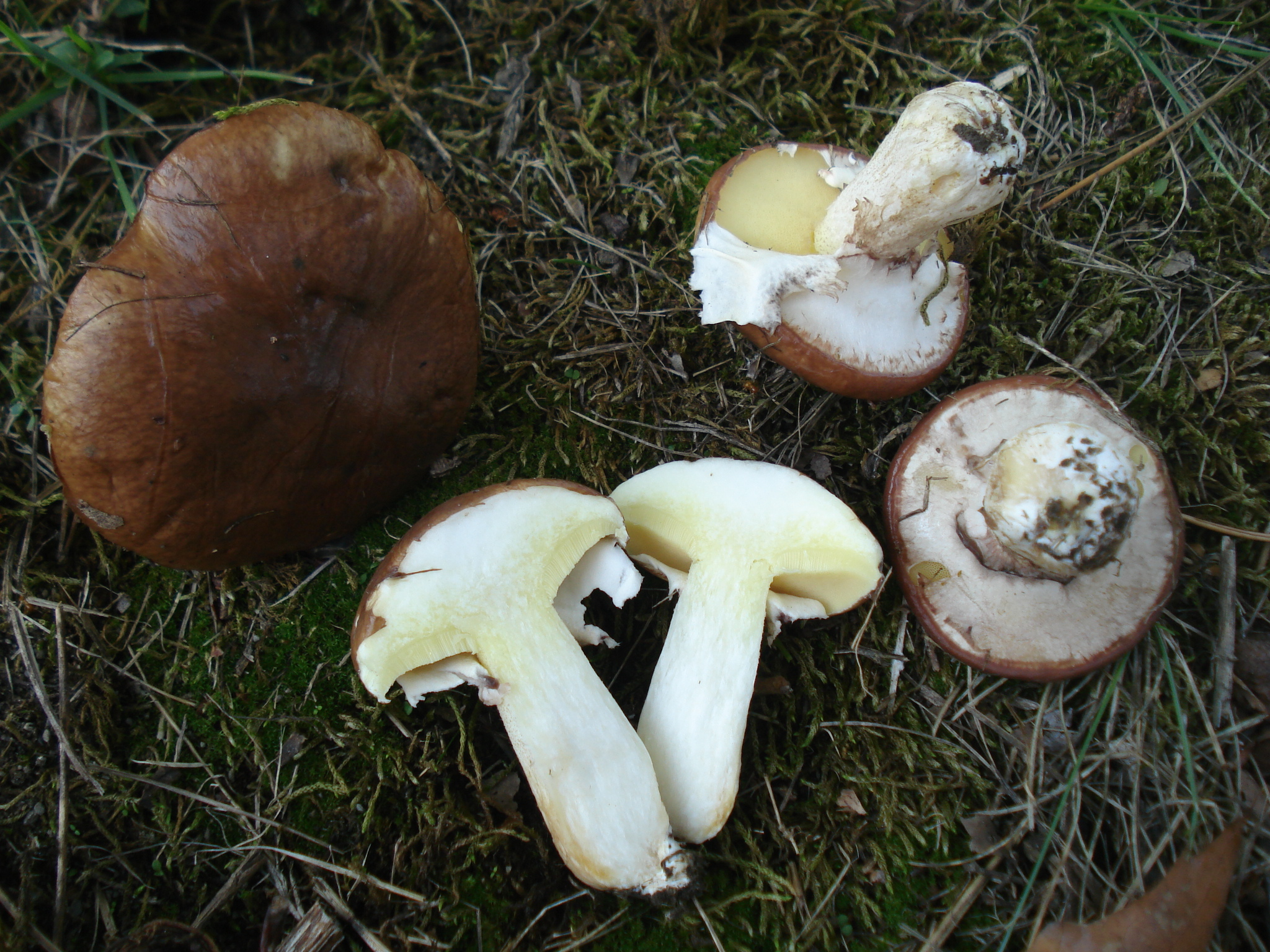

Maślak zwyczajny (Suillus luteus (L.) Roussel) – gatunek grzybów z rodziny maślakowatych (Suillaceae).

## Systematyka i nazewnictwo
Pozycja w klasyfikacji według Index Fungorum: Suillus, Suillaceae, Boletales, Agaricomycetidae, Agaricomycetes, Agaricomycotina, Basidiomycota, Fungi.
Po raz pierwszy takson ten zdiagnozował w 1753 r. Karol Linneusz nadając mu nazwę Boletus luteus. Obecną, uznaną przez Index Fungorum nazwę nadał mu w 1806 r. Henri François Anne de Roussel, przenosząc go do rodzaju Suillus.
Niektóre synonimy.

- Boletopsis lutea (L.) Henn. 1898
- Boletus luteus Grev. 1825
- Boletus luteus L. 1753
- Boletus volvatus Batsch 1783
- Cricunopus luteus (L.) P. Karst. 1881
- Ixocomus luteus (L.) Quél. 1888
- Viscipellis luteus (L.) Quél. 1868

Nazwę polską podała Alina Skirgiełło w 1960 r., w polskim piśmiennictwie mykologicznym gatunek ten opisywany był też pod nazwami: huba maślak, koźlak, maślak, pępek, grzyb maślak, maślarz, ślimak. Nazwy zwyczajowe i regionalne: grzyb maślak, borowik maślak, maśluk, maślarz, maśloch, maślicha, maślórka, ślimak, pępek, sośniak.

## Morfologia
Kapelusz
Średnica 4–12 cm, ciemnobrązowy, czekoladowobrązowy, czasami żółtobrązowy. Na młodych grzybach półkulisty, potem spłaszczony, szeroki. Skórka promieniście żyłkowana, lepka i błyszcząca, w czasie suszy wyschnięta. Daje się łatwo oddzielić od miąższu.
Rurki
Długość 6–12 mm, cytrynowożółte rurki, u młodych owocników zakryte białą, błoniastą osłoną częściową. U osobników dorosłych resztki tej osłony pozostają na trzonie w postaci białofioletowego, przyrośniętego pierścienia. Pory rurek początkowo okrągławe, na starszych okazach kanciaste.
Trzon
Wysokość 3–11 cm, grubość 1–2,5 cm, walcowaty, twardy i pełny. Jest jasnożółty, na górnej części występują brązowe ziarenka. Bardzo charakterystyczną cechą jest występowanie na trzonie skórkowatego pierścienia. Po tym można go rozróżnić od bardzo podobnego maślaka ziarnistego, który nie ma tego pierścienia.
Miąższ
Początkowo twardy, potem miękki. Ma biało-żółtawy kolor i tylko w dole trzonu jest lekko brązowy. Smak i zapach przyjemny.
Wysyp zarodników
Rdzawo-ochrowy. Zarodniki gładkie, elipsoidalne, o rozmiarach 7–11 × 2,5 –4 μm.
Gatunki podobne
- maślak rdzawobrązowy (Suillus collinitus); też rośnie pod sosnami, ale ma jaśniejszy kapelusz i nie posiada pierścienia[6]
- maślak ziarnisty (Suillus granulatus); nie ma pierścienia[6].

## Występowanie i siedlisko
Jest szeroko rozprzestrzeniony. Występuje na całej półkuli północnej na obszarach o klimacie umiarkowanym, a także w Ameryce Południowej, Australii i na Nowej Zelandii. W Polsce jest bardzo pospolity.
Grzyb mykoryzowy. Rośnie w lasach iglastych, głównie pod sosnami, gdyż współżyje z ich korzeniami – zjawisko mykoryzy. Często występuje w młodnikach sosnowych. Występuje od maja do jesieni, ale przy ciepłej jesieni i późnej zimie znajdowano dorodne osobniki w połowie grudnia.

## Znaczenie
Kulinarne
Smaczny grzyb jadalny. Nadaje się do duszenia, smażenia i marynowania, może też być przyrządzony w każdy właściwy dla grzybów sposób. Skórkę z kapelusza należy usunąć przed spożyciem (jest kwaśna). Można go przyrządzać bez ściągania skórki, jednakże bez niej potrawy są bardziej apetyczne, ponadto jej ściągnięcie ułatwia dobre oczyszczenie kapeluszy z ziemi, igliwia itp. W rzadkich przypadkach zdarzały się objawy nietolerancji niektórych ludzi na maślaki, objawiające się wymiotami i biegunką. Z tego powodu wskazane jest przed pierwszym spożyciem maślaków dokonać próby polegającej na spożyciu tylko niewielkiej ich ilości.
Filatelistyka
Poczta Polska wyemitowała 8 maja 1959 r. znaczek pocztowy przedstawiający maślaka zwyczajnego, o nominale 30 gr, w serii Grzyby Polski. Wydrukowano 416 000 sztuk, techniką rotograwiury, na papierze niepowlekanym. Znaczek był ząbkowany i miał formę trójkątną. Autorem projektu znaczka był Czesław Borowczyk. Cała seria pozostawała w obiegu do 31 grudnia 1994 roku.